# Rivière à Patrick
Rivière à Patrick är ett vattendrag i Kanada.   Det ligger i provinsen Québec, i den östra delen av landet, 500 km nordost om huvudstaden Ottawa. Rivière à Patrick ligger vid sjöarna  Lac des Aigles och Lac Madame.
I omgivningarna runt Rivière à Patrick växer i huvudsak blandskog. Trakten runt Rivière à Patrick är nära nog obefolkad, med mindre än två invånare per kvadratkilometer.